# Sto tajných dvířek
Sto tajných dvířek je dětská fantasy kniha, kterou napsal spisovatel N. D. Wilson. Poprvé vyšla v roce 2007 v angličtině s názvem 100 Cupboards v nakladatelství Random House. V češtině ji vydal v roce 2009 Knižní klub. Kniha vypráví o chlapci jménem Henry York, který stovkou tajemných dvířek proniká do jiných světů.

## Děj
Dvanáctiletý Henry York se přestěhuje do města Henry v Kansasu, aby žil se svým strýcem Frankem, tetou Dotty a sestřenicemi Penelope, Henriettou a Anastasií poté, co byli jeho rodiče uneseni při výletě v Jižní Americe.
Henry je ubytován v podkrovním pokoji. Během první noci v novém domově je Henry svědkem toho, jak z koupelny vychází cizí muž a vstupuje do dědečkovy ložnice, místnosti, která byla od dědečkovy smrti před dvěma lety zamčená a nikdo se do ní nemohl dostat. 
Další noc začne nad Henryho postelí padat omítka a Henry za ní objeví sto dvířek, které vedou do jiných světů a dimenzí, a dva knoflíky, pomocí nichž se dvířka otevírají. Mezitím, co se Henry snaží přijít na kloub tajemným dvířkům, Frank se neúspěšně pokouší dostat do pokoje zesnulého dědečka.
Když jsou Henry s Henriettou jednoho dne sami doma, objeví za jedněmi dvířky klíč, který pasuje do zámku k dědečkově pokoji. Henry a Henrietta v něm objeví deníky, které si dědeček psal. V nich je podrobně popsán systém dvířek i jak se světy, do kterých vedou, jmenují. Henry zjistí, že hrůzostrašná černá dvířka, u kterých jednou našel Henriettu v bezvědomí, vedou do Endoru.
Jednoho dne se Henrietta dostane dvířky do jiného světa a zůstane tam uvězněná a Henry se okamžitě vydává ji hledat.  U Willisových doma zjistí, že se obě děti ztratily a Frank se je snaží najít. Dotty zatím řekne Penelopě a Anastázii, že tajná dvířka vyrobil jejich prapradědeček  a že Frank pochází z jednoho ze světů za dvířky. 
Frankovy snahy najít Henryho a Henriettu jsou zmařeny čarodějnicí Nimianou, která vystoupí z Endoru a jeho a Dotty omráčí. Mezitím se Henrymu a Henriettě podaří dostat domů a za pomoci jejich souseda Zeka přemůžou Nimianu a v bezvědomí ji prostrčí dvířky do neznámého světa. Dotty a Frank jsou převezeni do nemocnice, kde se zotaví.
Henrietta potom objeví za jedněmi dvířky raganta, malého okřídleného nosorožce, který svým boucháním na začátku příběhu způsobil, že omítka spadla a dvířka byla odhalena.

## Postavy
- Henry York – Dvanáctiletý Henry žil se svými adoptivními rodiči, Philem a Ursulou, kteří byli krátce před začátkem knihy uneseni. Když se musí přestěhovat ke své tetě a strýci, Henry zjistí, že pochází ze světa za dvířky.
- Frank Willis – Henryho strýc, který jako teenager prošel portálem do Kansasu, kde se oženil s Dorothy („Dotty“) a měl tři dcery, Penelope, Henriettu a Anastázii.
- Henrietta Willisová – Prostřední dcera Franka a Dorothy, Henrietta je popisována jako tvrdohlavá a zvědavá, s tmavými kudrnatými vlasy a zelenýma očima.
- Penelope Willisová – Nejstarší dcera z rodiny Willisových, někdy nazývaná „Penny“, hlavně Anastázií. Má černé vlasy a často se chová, jako by byla příliš stará na hraní na fantazii.
- Anastázie Willisová – Nejmladší dcera z rodiny Willisových je malá, štíhlá, pihatá dívka s hnědými vlasy. Někdy je drzá a strká nos do záležitostí ostatních.
- Dorothy Willisová – Je sestrou Ursuly, Henryho adoptivní matky. Manžel ji říká „Dots“ a ostatní ji oslovují „Dotty“.

## Přijetí a interpretace
Sám autor se přihlásil k inspiračním zdrojům v podobě Spenserova básnického eposu Královna víl, skotské mytologie Roberta Kirka a historických románů Waltera Scotta. Kritik Jeremy Larson uvedl, že lze uvažovat i o dalších očividných vazbách – přechod z kansaského městečka do tajemného světa připomíná Čaroděje ze země Oz, využití skříní či skříněk jako tajemných portálů zase Lewisův román Lev, čarodějnice a skříň či texty Lynne Reid Banksové.
O knize vyšla v roce 2010 recenze v magazínu TopZine.cz. Na román nahlíží spíše negativně, přičemž za silné místo označuje pouze závěr, kde podle recenze kniha konečně získává spád.